# Atlétiko Flamingo
Atlétiko Flamingo is een amateurvoetbalclub uit Bonaire. Atlétiko Flamingo speelt zijn thuiswedstrijden in Antonio Trenidatstadion. De club werd opgericht in 2008 en debuteerde in 2015 in de Bonaire League waar het direct de titel won.

## Erelijst
- Bonaire League: 2015/16